# Bundesanzeiger
Der Bundesanzeiger (BAnz) ist als Amtsblatt neben dem Bundesgesetzblatt ein weiteres Verkündungs- und Bekanntmachungsorgan der deutschen Bundesbehörden. Es wird vom Bundesministerium der Justiz herausgegeben und erscheint im Bundesanzeiger Verlag, der 1998 teilweise und 2006 vollständig privatisiert wurde. Er gehört heute vollständig zur DuMont Schauberg Mediengruppe mit Sitz in Köln.
Bis zur Einführung des elektronischen Bundesanzeigers (eBAnz) war der Bundesanzeiger zusätzlich Pflichtveröffentlichungsblatt für gerichtliche und sonstige Bekanntmachungen, für alle Handelsregistereintragungen sowie für gesetzlich vorgeschriebene Veröffentlichungen von Jahresabschlüssen und Hinterlegungsbekanntmachungen der Unternehmen.
Der Bundesanzeiger erschien vor dem 1. April 2012 viermal wöchentlich. Seitdem wird er typischerweise fünfmal wöchentlich herausgegeben, sogar an manchen Wochenenden oder gesetzlichen Feiertagen.

## Elektronischer Bundesanzeiger
Neben dem gedruckten Bundesanzeiger (BAnz) bestand seit 2002 der elektronische Bundesanzeiger (eBAnz) als eigenständiges amtliches Verkündungs- und Bekanntmachungsorgan im Internet. In den letzten Jahren wurden die Publikationsaufgaben der Papierausgabe mehr und mehr auf den elektronischen Bundesanzeiger übertragen. Amtliche Verkündungen und Bekanntmachungen standen jedoch in der Regel weiterhin im Bundesanzeiger und durften nur in gesetzlich geregelten Fällen im elektronischen Bundesanzeiger veröffentlicht werden. Gerichtliche und sonstige Bekanntmachungen wurden üblicherweise nur im elektronischen Bundesanzeiger veröffentlicht.

## Änderungen zum 1. April 2012
Mit der Einführung eines freien elektronischen Zugangs zum amtlichen Teil des Bundesanzeigers zum 1. April 2012 wurde die bisherige Zweiteilung aufgegeben. Das neu gefasste Verkündungs- und Bekanntmachungsorgan wird seitdem unter dem alleinigen Titel Bundesanzeiger herausgegeben. Das Volumen des bisherigen elektronischen Bundesanzeigers wurde in den neuen Bundesanzeiger überführt. Eine gedruckte Ausgabe des neuen Bundesanzeigers ist nur für Ausnahmefälle vorgesehen, jedoch können Ausdrucke einzelner Veröffentlichungen gegen Entgelt beim Betreiber des Bundesanzeigers bezogen werden.
Zum 1. April 2012 änderte sich ebenfalls der Aufbau der Fundstellensystematik für die Veröffentlichungen im amtlichen Teil. Die Fundstellen werden wie folgt angegeben: „Abkürzung für den Bundesanzeiger (BAnz), Abkürzung für den amtlichen Teil (AT), Tag der Veröffentlichung (z. B. 18.10.2012), Abkürzung der Rubrik der Veröffentlichung (z. B. B für Bekanntmachung), Veröffentlichungsnummer (z. B. 1)“ – also beispielsweise „BAnz AT 18.10.2012 B1“.

## Inhalt
Die Stammausgabe des gedruckten Bundesanzeigers gliederte sich vor dem 1. April 2012 in drei Teile.
- Im amtlichen Teil wurden veröffentlicht:
  - Verordnungen mit gesetzlich befristeter Geltungsdauer, bei Gefahr im Verzug und wenn ihr unverzügliches Inkrafttreten zur Durchführung von Rechtsakten der Europäischen Union erforderlich war,
  - Verwaltungsvorschriften, wenn ihre Veröffentlichung in den Amtsblättern der Bundesministerien als nicht hinreichend angesehen wurde,
  - Begründungen von Regierungsentwürfen, wenn ihre Veröffentlichung erwünscht war,
  - Verträge zwischen Bund und Ländern oder zwischen Ländern untereinander, bei denen kein Beschluss der gesetzgebenden Körperschaften vorgesehen war,
  - Verleihungen des Verdienstordens der Bundesrepublik Deutschland,
  - Bekanntmachungen der Bundesbehörden wie z. B. Ausschreibungen, und, soweit in Gesetzen und Rechtsverordnungen des Bundes vorgeschrieben, der Landesbehörden.
- Der nichtamtliche Teil widmete sich den Legislativorganen des Deutschen Bundestages und des Bundesrates und gab eine Übersicht über den Stand der Gesetzgebung des Bundes.
- Der dritte Teil umfasste gerichtliche und sonstige Bekanntmachungen. Hier wurden öffentliche Zustellungen, Strafsachen, Zwangsversteigerungen, Aufgebote für Grundstücks- und Nachlasssachen sowie Urkunden, Veränderungen bei den Kapitalgesellschaften sowie Genossenschaften und offenen Handelsgesellschaften sowie weitere Bekanntmachungen abgedruckt.

Seit der Zusammenführung von Bundesanzeiger und elektronischem Bundesanzeiger zum 1. April 2012 gliedert sich der Inhalt in folgende sieben Teile:
- Amtlicher Teil,
- Nichtamtlicher Teil,
- Gerichtlicher Teil,
- Gesellschaftsbekanntmachungen,
- Rechnungslegung/Finanzberichte,
- Kapitalmarkt,
- Verschiedene Bekanntmachungen.

## Geschichte
Die erste Ausgabe erschien am 24. September 1949.
Historischer Vorläufer des Bundesanzeigers ist der Deutsche Reichsanzeiger, die amtliche Zeitung des Deutschen Kaiserreichs und der Weimarer Republik, in der Personalangelegenheiten und Verwaltungsverordnungen des Reiches sowie auch kurze Berichte aus der Arbeit des Parlaments veröffentlicht wurden.